# Могильное (Брестская область)
Моги́льное (бел. Магільнае) — деревня в Столинском районе Брестской области Беларуси. Входит в состав Бережновского сельсовета. Население — 16 человек (2019).

## География
Расположена в 4 км от деревни Дубенец, в 9 км от агрогородка Бережное, в 47 км от Столина, в 290 км от Бреста, в 19 км от железнодорожной станции Видибор.

## История
Впервые упоминается в 1879 году как деревня во владениях Киневичей в составе Плотницкой волости Пинского уезда Минской губернии.
С 1921 по 1939 годы в составе Плотницкой гмины Лунинецкого повята Полесского воеводства Польши. Позже в составе Столинского повята.
В 2002 году в составе агрофирмы имени Ленина.

## Население
Население деревни на 2019 год составляло 16 человек.
| 1885 | 1921 | 1939  | 1959 | 1970  | 1980  | 1999 | 2002  | 2005 | 2009 | 2019 |
| ---- | ---- | ----- | ---- | ----- | ----- | ---- | ----- | ---- | ---- | ---- |
| 27   | 171  | ▲ 237 | 237  | ▼ 234 | ▼ 157 | ▼ 99 | ▲ 104 | ▼ 87 | ▼ 46 | ▼ 16 |